# Vehículo aéreo de combate no tripulado

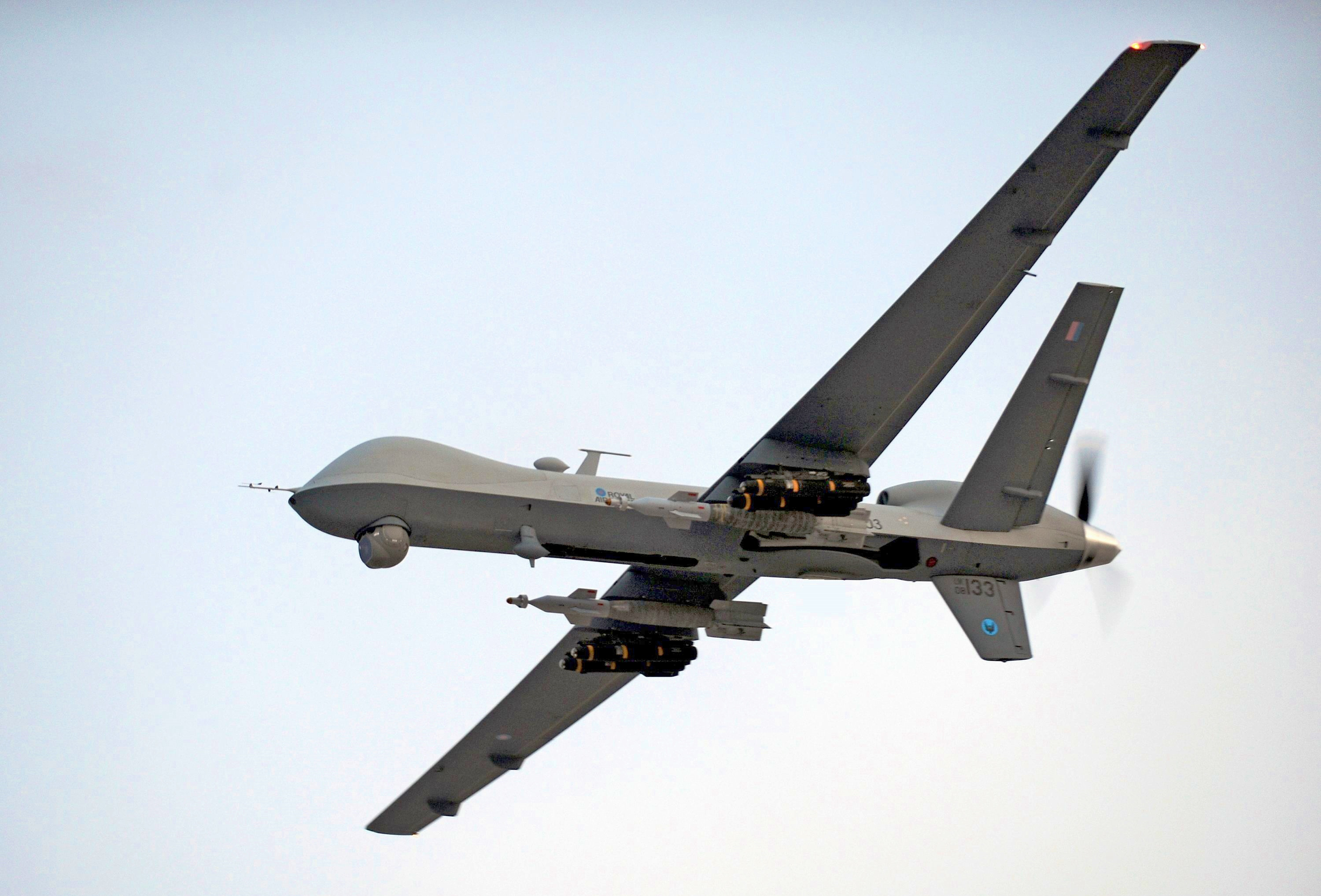
Un MQ-9A Reaper británico operando sobre Afganistán en 2009.

Un Vehículo Aéreo No Tripulado de Combate (VANTC) (en inglés: Unmanned combat air vehicle) (UCAV), también conocido a nivel popular como dron o dron de combate, es un vehículo aéreo no tripulado (VANT) diseñado para su empleo militar, generalmente van armados. Estos aviones carecen de piloto humano a bordo. Las misiones de los drones se realizan generalmente bajo el control humano en tiempo real, con "la intervención del ser humano en el sistema UCAV varía de acuerdo con los niveles de autonomía del UCAV y la solicitud de datos de comunicación".
Los VANT como no llevan piloto humano tampoco necesitan los equipos asociados (tales como cabina, blindaje, asiento eyectable, controles de vuelo, y los controles ambientales de la presión y oxígeno), lo que deviene en un menor peso y tamaño que una aeronave tripulada, que puede permitir una mayor carga útil, alcance y maniobrabilidad, esta además favorecida por no tener que respetar el límite fisiológico impuesto por el piloto.

## Historia

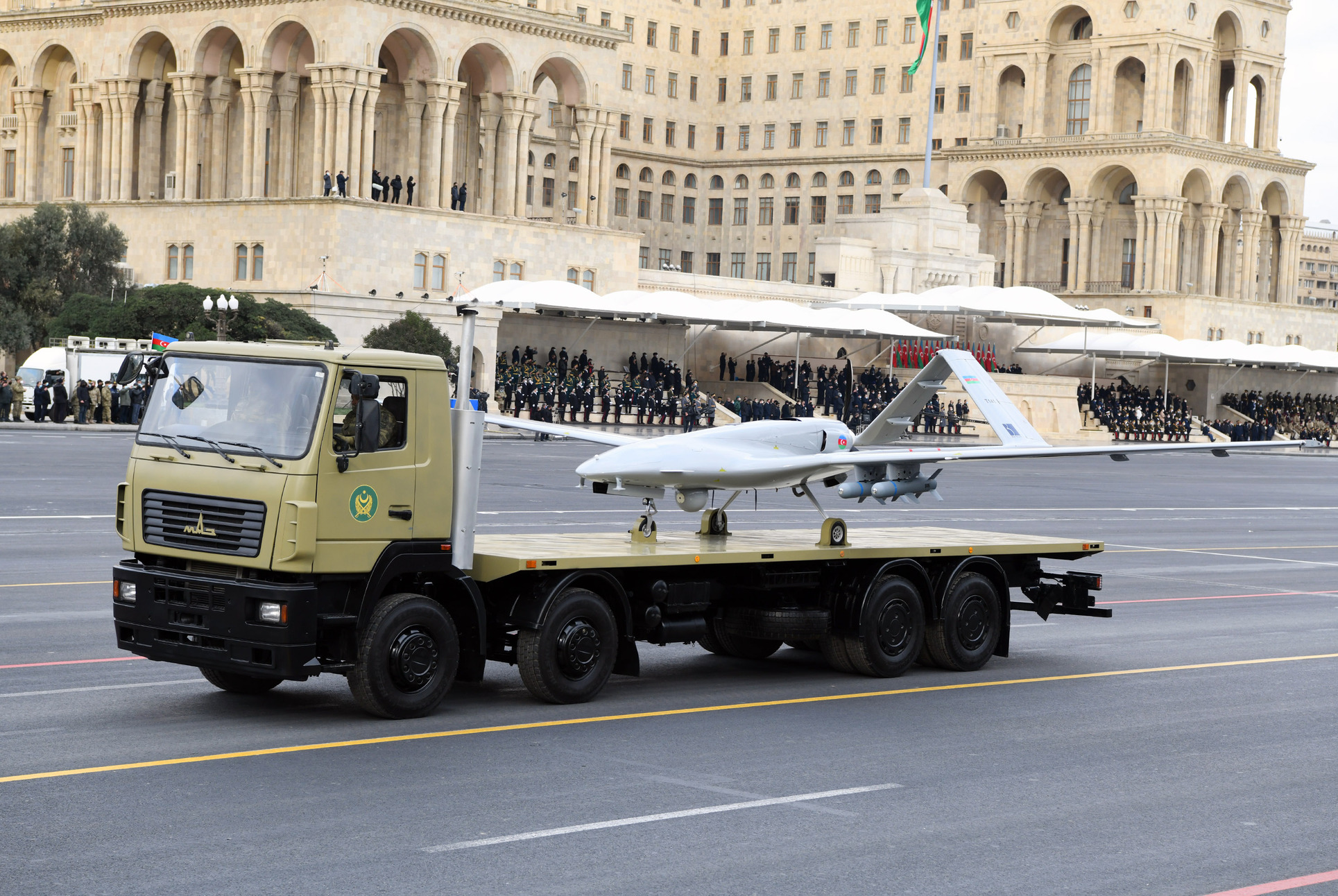
Un dron azerí de origen turco Bayraktar TB2 en el desfile de la Victoria. La superioridad de los drones de Azerbaiyán fue según los analistas una de las claves de la victoria azerí en la segunda guerra del Alto Karabaj en 2020.

Una de las primeras especulaciones del concepto de aviones no tripulados de combate se debe a Lee De Forest, inventor temprana de dispositivos de radio, y Ulises Armand Sanabria, un ingeniero de TV. Presentaron su idea en un artículo publicado en Popular Mechanics en 1940. El moderno avión militar no tripulado, como se conoce hoy en día fue la idea original de John Stuart Foster Jr., físico nuclear y exdirector del Laboratorio Nacional Lawrence Livermore (entonces llamado Laboratorio de Radiación Lawrence). En 1971, Foster era aficionado al aeromodelismo y pensó que esta afición se podría aplicar al diseño de armas. Se elaboraron planes y en 1973 la Defense Advanced Research Projects Agency (DARPA) construyó dos prototipos denominados "Praeire" y "Calere", accionados por un motor modificado de cortadora de césped y podrían permanecer en el aire durante dos horas mientras llevaba 28 libras de carga.
En la década de 1980, Irán desplegó un dron armado con seis misiles RPG-7 en la guerra entre Irán e Irak. Esta fue la primera vez que se empleó un avión no tripulado de combate en la guerra. En Israel en 1987 se utilizaron por primera vez drones para probar el concepto de super-agilidad en simulaciones de vuelo de combate en modelos sin cola, basada en la tecnología stealth con empuje tridimensional vectorizado.
En los últimos años los EE. UU. ha aumentado el empleo de vehículos aéreos no tripulados en Pakistán, como parte de la Guerra contra el Terrorismo. En enero de 2014, se estimaba que 2.400 personas habían muerto a causa de los ataques con aviones no tripulados estadounidenses en cinco años. En junio de 2015, se estimó que el número total de muertos por ataques con aviones no tripulados estadounidenses superaba los 6.000.
En 2020, Turquía se convirtió en el primer país en utilizar UCAV en un ataque grande y coordinado en un campo de batalla convencional cuando atacaron fuerzas en Siria. Fueron utilizados para atacar posiciones enemigas, proporcionar cobertura a las fuerzas terrestres y explorar en busca de artillería. Los drones se utilizaron ampliamente en la segunda guerra del Alto Karabaj de 2020 entre Azerbaiyán y Armenia. El uso por parte de Azerbaiyán de drones Bayraktar TB2 turcos más baratos fue visto como crucial para su victoria contra las fuerzas armenias. Los drones también se utilizaron ampliamente durante la invasión rusa de Ucrania iniciada en 2022. El uso de drones ofrece una ventaja de costos: "La gente está tomando pequeños drones, como los que se pueden comprar en JB Hi-Fi por 2000 $, les ponen una granada y los hacen volar sobre una multitud o un tanque y lanzan la granada. Básicamente, puedes construir una máquina de 3.000 dólares para destruir un equipo de 5 millones de dólares que tiene tu enemigo".
Un estudio de 2022 que evaluó el impacto de los UCAV en la guerra encontró que los drones eran altamente vulnerables a las defensas aéreas y los sistemas de guerra electrónica, y que los drones solo podían utilizarse de manera efectiva si contaban con el apoyo de otros activos de la estructura de la fuerza. El estudio concluyó que los UCAV por sí solos no tendrían un impacto revolucionario en la guerra.

## Drones suicidas
Tras las recientes guerras en Armenia-Azerbaiyán, Yemen-Arabia Saudita, y Rusia-Ucrania, entre otros teatros de operación, se ha visto una proliferación en el uso de drones suicidas o munición merodeadora, es decir, vehículos aéreos no tripulados cargados con explosivos que se detonan al impactar el objetivo autodestruyéndose en el proceso. En Estados Unidos estos drones reciben el nombre de "switchblade". También han recibido el nombre de drones Kamikaze.

## Ejemplos

### En servicio
| País           | Empresa fabricante           | Modelo de dron       | Año de introducción |
| -------------- | ---------------------------- | -------------------- | ------------------- |
| Estados Unidos | General Atomics              | MQ-1 Predator        | 1995                |
| Estados Unidos | General Atomics              | MQ-9 Reaper          | 2007                |
| Estados Unidos | General Atomics              | MQ-1C Grey Eagle     | 2009                |
| China          | Chengdu Aerospace            | CAIG Wing Loong      | 2011                |
| China          | Chengdu Aerospace            | CAIG Wing Loong-10   | 2016                |
| China          | Chengdu Aerospace            | CAIG Wing Loong II   | 2017                |
| China          | Hongdu Aerospace             | Hongdu GJ-11         | 2019                |
| Turquía        | Turkish Aerospace Industries | TAI Anka             | 2010                |
| Turquía        | Baykar Defense               | Bayraktar TB2        | 2014                |
| Turquía        | Turkish Aerospace Industries | TAI Aksungur         | 2019                |
| Turquía        | Baykar Defense               | Bayraktar Akıncı     | 2021                |
| Pakistán       | NESC                         | NESCOM Burraq        | 2016                |
| Pakistán       | GIDS                         | GIDS Shahpar-2       | 2021                |
| Irán           | Qods Aviation                | Qods Mohajer-6       | 2017                |
| Irán           | Qods Aviation                | Qods Mohajer-10      | 2023                |
| Irán           | HESA                         | HESA Shahed-129      | 2012                |
| Irán           | HESA                         | HESA Shahed-149 Gaza | 2022                |
| Irán           | FARII                        | Kaman 22             | 2021                |
| Rusia          | Grupo Kronshtadt             | Kronshtadt Orion     | 2020                |

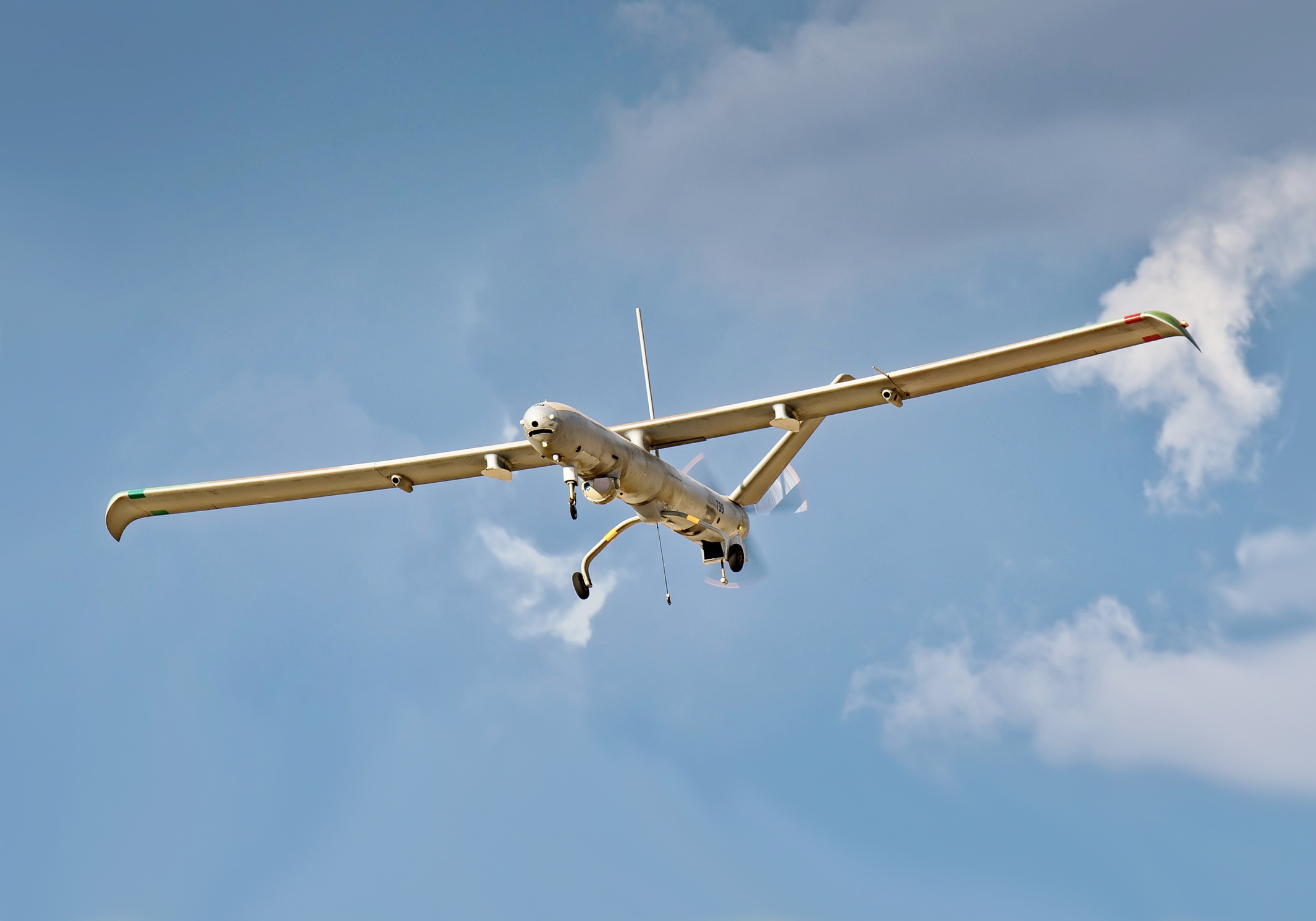
Un Hermes 450

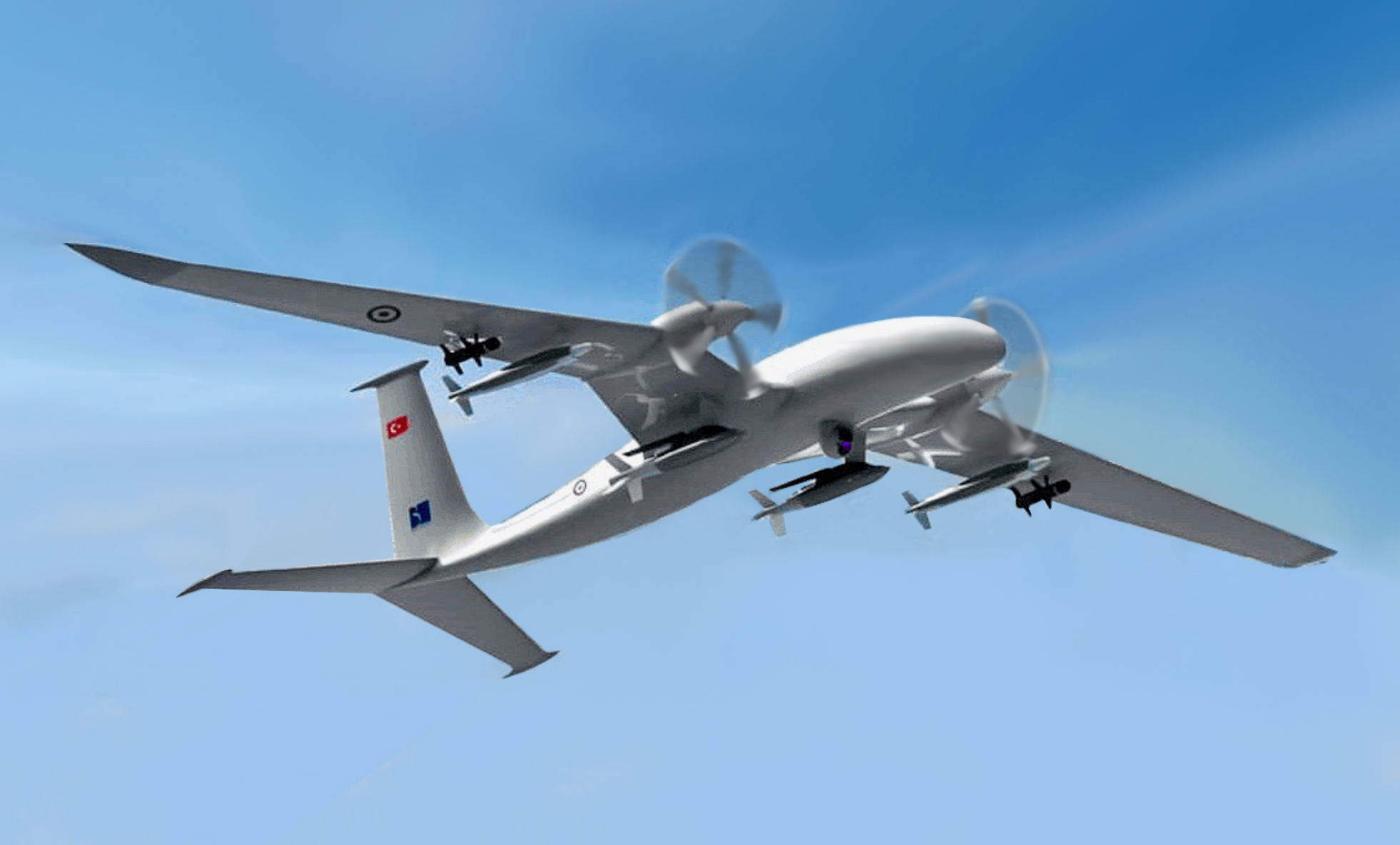
Un Bayraktar Akıncı

Algunos drones de reconocimiento que tienen capacidad armada incluyen el CASC CH-92, IAI Eitan y el Ababil-3, Ababil-5, Hamaseh. Algunos drones comerciales como DJI Mavic y Phantom han sido modificados para transportar explosivos ligeros para misiones de combate en guerras recientes.

### Futuro

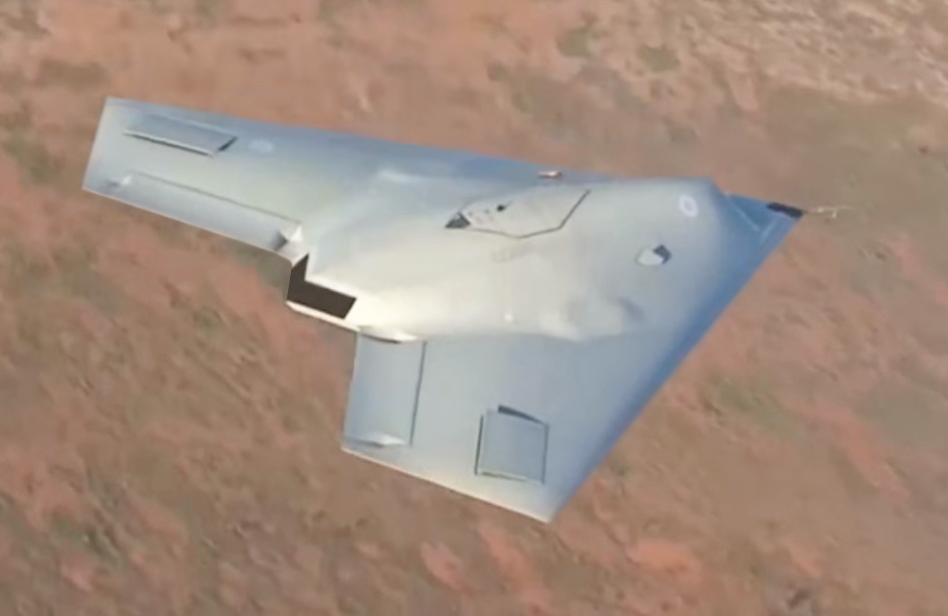
El modelo BAE Taranis es uno de los diseños de dron militar más grandes.

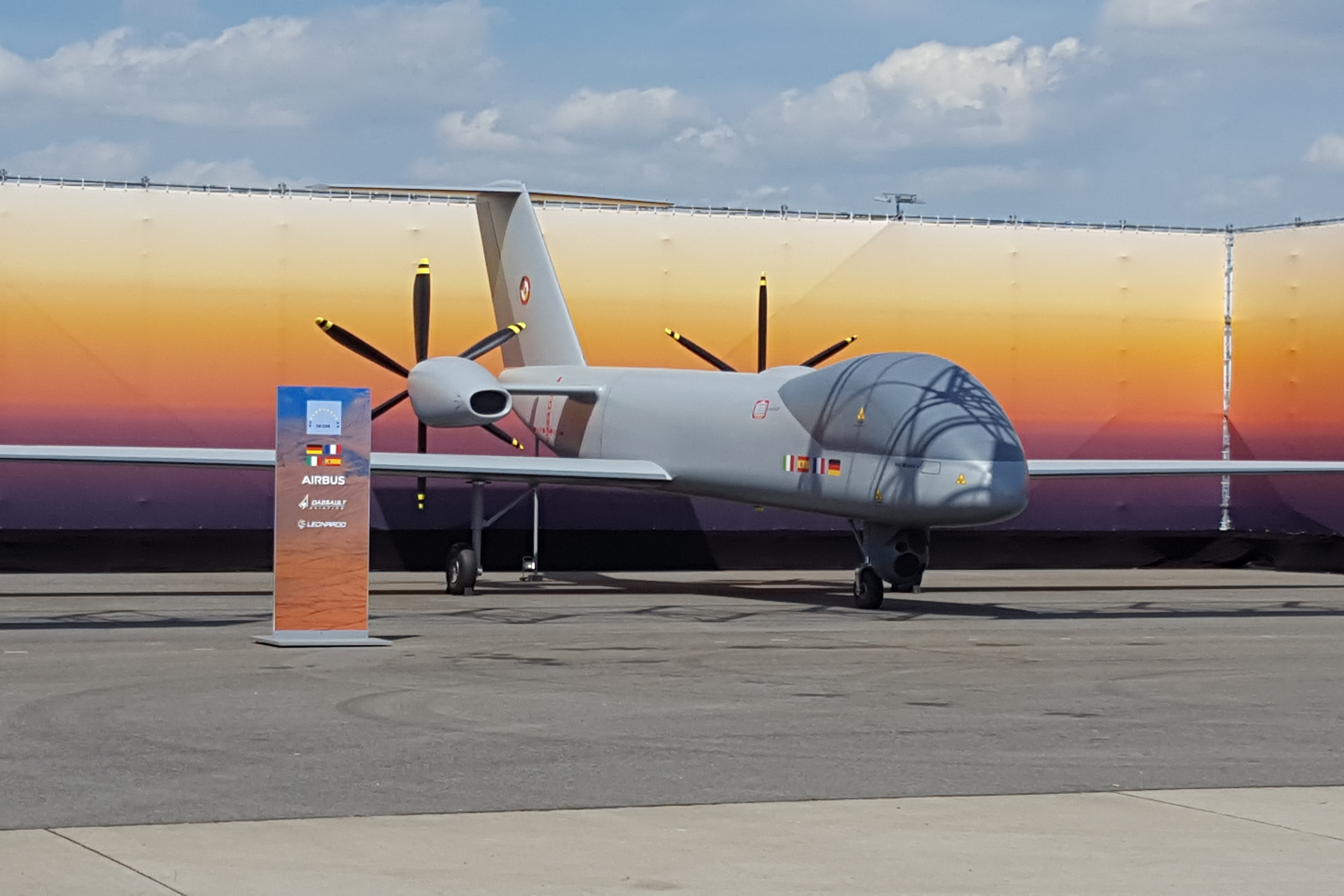
Una maqueta de Eurodrone

A continuación se muestra una tabla de algunos prototipos o demostradores de tecnología y proyectos en desarrollo:
| Modelo de dron          | País           | Observación                                        |
| ----------------------- | -------------- | -------------------------------------------------- |
| AVIC Dark Sword         | China          | Demostrador/pruebas de tecnología                  |
| BAE Systems Corax       | Reino Unido    | Demostrador de tecnología                          |
| BAE Systems Taranis     | Reino Unido    | Demostrador de tecnología                          |
| Boeing Phantom Ray      | Estados Unidos | En desarrollo/pruebas                              |
| Boeing MQ-28 Ghost Bat  | Australia      | En desarrollo/pruebas                              |
| Dassault nEUROn         | Unión Europea  | UCAV experimental furtivo                          |
| EMC Operations Anaconda | Reino Unido    | En desarrollo/pruebas                              |
| Northrop Grumman X-47A  | Estados Unidos | Demostrador de tecnología inc. Variantes X-47B / C |
| Bayraktar Kızılelma     | Turquía        | En desarrollo/pruebas                              |
| TAI Anka-3              | Turquía        | En desarrollo                                      |
| S-70 Okhotnik-B         | Rusia          | En desarrollo/pruebas                              |
| DRDO Ghatak             | India          | Demostrador de tecnología                          |
| CATS Warrior            | India          | En desarrollo                                      |
| IAIO Qaher-313          | Irán           | En desarrollo/pruebas                              |
| Qods Mohajer-7          | Irán           | En desarrollo                                      |
| Qods Mohajer-9          | Irán           | En desarrollo                                      |
| Eurodrone               | Unión Europea  | En desarrollo                                      |

## Leyes y ética de guerra
Las leyes de guerra internacionales (como los Convenios de Ginebra) regulan la conducta de los participantes en la guerra. Estas leyes imponen restricciones a los participantes para limitar el número de bajas y lesiones de civiles a través de la correcta identificación de los objetivos y la distinción entre combatientes y no combatientes. El uso de sistemas de armas completamente autónomos es problemático debido a la dificultad para distinguir objetivos militares y civiles. Por lo tanto, los diseños actuales todavía incorporan un elemento de control humano, lo que significa que un controlador de tierra debe autorizar el lanzamiento de armas.
Las preocupaciones también incluyen la función del controlador humano, porque si es un civil y no un miembro del ejército (lo cual es probable dada la complejidad del sistema) sería considerado un combatiente de derecho internacional que lleva un conjunto distinto de responsabilidades y consecuencias. Por esta razón el controlador debería ser, idealmente, un miembro de las fuerzas armadas que entiende y acepta su papel como combatiente.
Los controladores también pueden experimentar estrés psicológico debido a su participación en el combate. Se pueden comunicar con las tropas de tierra que están apoyando y sentir un vínculo con ellos. También pueden sentir impotencia, culpa, cansancio o agotamiento como una respuesta a lo que son testigos de forma remota. Algunos pueden incluso experimentar trastorno de estrés postraumático (TEPT).
La profesora Shannon E. French, directora del Centro de Ética y Excelencia en la Universidad Case Western Reserve y ex profesora de la Academia Naval de los EE. UU., investiga si el TEPT puede tener sus raíces en un sentimiento de falta de sacrificio. Según la profesora French, autora del libro de 2003 El Código del Guerrero (ISBN 0-8476-9756-8):
Si estoy en el campo de batalla y puedo matar, hay una sensación de que me voy a poner la piel en el juego [...] Me pongo en peligro y eso me hace sentir honorable. Pero alguien que mata a distancia puede preguntarse. ¿Soy de verdad honorable? 
El 28 de octubre de 2009, el Informador Especial de Naciones Unidas sobre ejecuciones extrajudiciales, sumarias o arbitrarias, Philip Alston , presentó un informe a la Tercera Comisión (asuntos sociales, humanitarios y culturales) de la Asamblea General, argumentando que el uso de vehículos aéreos de combate no tripulados para asesinatos selectivos debe ser considerado como una violación del derecho internacional, a menos que los Estados Unidos pueden demostrar que se han tomado las precauciones adecuadas.
El Régimen de Control de Tecnología de Misiles aplica a UCAV.
Los aviones no tripulados de combate pueden producir daños colaterales a civiles, aunque algunos (como John O. Brennan) afirman que reducen en gran medida la probabilidad. A pesar de drones permiten la vigilancia táctica y actualizar los datos al minuto, ciertos fallos han salido a la luz. El programa de aviones no tripulados de EE. UU. en Pakistán ha matado a decenas de civiles por accidente, por ejemplo. Otro ejemplo es la operación en febrero de 2010 cerca de Khod, en la provincia de Urūzgān, Afganistán. Más de diez civiles en un convoy de tres vehículos que viajaba por la provincia de Daykundi murieron accidentalmente después de que un grupo de aviones no tripulados identificara erróneamente a los civiles como amenazas hostiles. Una fuerza de helicópteros Bell OH-58 Kiowa, que estaban protegiendo a las tropas de tierra luchando a varios kilómetros de distancia, disparó misiles AGM-114 Hellfire a los vehículos.
En marzo de 2013, la evolución de las leyes que rigen el uso de drones sigue siendo objeto de debate.

## Efectos políticos y sus repercusiones en el mundo
Usados como arma, los drones están teniendo efectos políticos imprevistos. Algunos estudiosos han argumentado que el uso extensivo de drones socavará la legitimidad popular de los gobiernos locales, a los que se culpará por permitir las muertes. El caso de estudio para este análisis es Yemen, donde ataques aéreos parecen estar aumentando el resentimiento contra el gobierno de Yemen, así como en contra de los EE. UU.
Algunos líderes se preocupan por los daños psicológicos que el uso de drones puede causar en los soldados. Keith Shurtleff, un capellán del ejército en Fort Jackson, Carolina del Sur, se preocupa de que "a medida que la guerra se hace más fácil y segura, mientras los soldados se retiran de los horrores de la guerra y ven al enemigo no como seres humanos, sino como blips en la pantalla, no es muy real peligro de perder la capacidad de disuasión que tales horrores proporcionan". preocupaciones similares surgieron cuando las "bombas inteligentes" comenzó a ser utilizado ampliamente en la primera guerra del Golfo.

## Impacto en la opinión pública
En febrero de 2013, la Universidad Fairleigh Dickinson realizó un estudio, encuesta PublicMind, para medir la opinión pública sobre el uso de aviones no tripulados. El estudio se llevó a cabo en todo EE.UU, y preguntó a los encuestados "¿aprueba o desaprueba que el Ejército de los EE.UU. emplee aviones no tripulados para llevar a cabo ataques en el extranjero en las personas y otros objetivos considerados una amenaza para los EE.UU.?" Los resultados mostraron que tres de cada cuatro (75 %) de los encuestados aprueba que el Ejército de los EE. UU. lleve a cabo los ataques con aviones no tripulados, mientras que el 13 % los desaprobaron.

## Pérdidas civiles
Según The Guardian, los ataques con drones son especialmente mortales para los civiles. Por 41 líderes islamistas atacados por los drones estadounidenses, han muerto al menos 1.147 civiles, entre ellos decenas de niños.
El New York Times informa en una investigación publicada en 2021 que el número de civiles asesinados desde 2014 por los drones estadounidenses es muy superior a las 1.417 víctimas reconocidas oficialmente por el ejército, y el periódico denuncia miles de muertes, muchas de ellas de niños.